# Fauveliopsis arabica
Fauveliopsis arabica är en ringmaskart som beskrevs av Hartman 1971. Fauveliopsis arabica ingår i släktet Fauveliopsis och familjen Fauveliopsidae. Inga underarter finns listade i Catalogue of Life.